# Nevishög

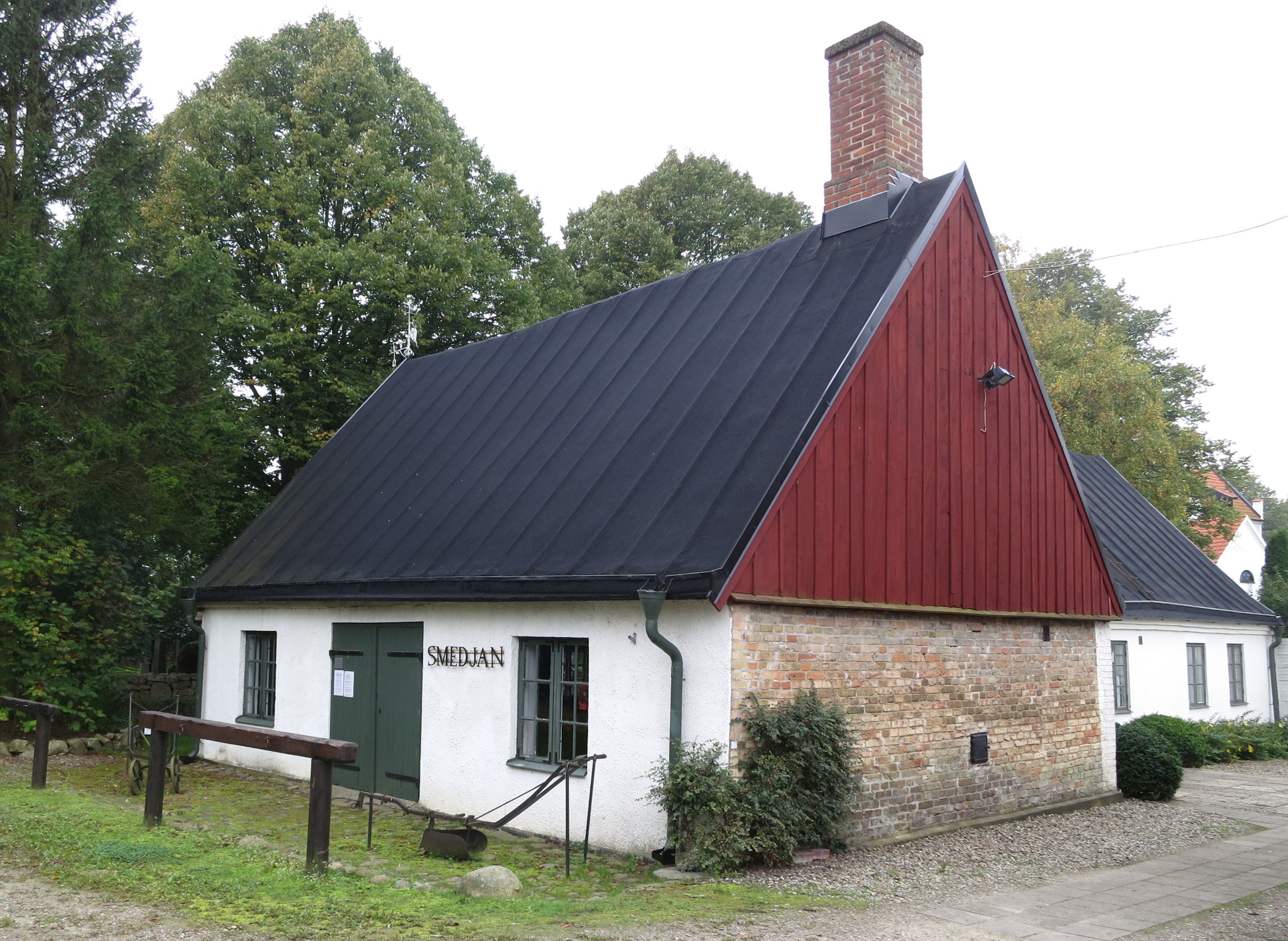
Nevishögs smedja

Nevishög är kyrkbyn i Nevishögs socken i Staffanstorps kommun, Skåne belägen strax söder om Staffanstorp.
Nevishög är en lantligt belägen by strax utanför tätorten Staffanstorp. I byn ligger Nevishögs kyrka. Nevishög ligger i anslutning till hästområdet Grevie och Beden som också ingår i Nevishögs socken..
Strax norr om Nevishögs kyrkby ligger gården Nevisborg, numera kursgård. Norr om denna ligger ett bostadsområde i Staffanstorps tätort, även det med namnet Nevisborg. 
Intill gården Nevisborg ligger numera även villaområdet Hagalid och till väster om detta ligger det nybyggda området Vikhem.

## Personer födda i Nevishög
- Jacob Linders
- Sven Linders
- Torsten Nilsson